# Curia regis
Curia regis é um termo latino que significa "conselho real" ou "corte do rei". Foi o nome dado aos conselhos de conselheiros e administradores que serviram aos primeiros reis da França, bem como aos que serviram aos reis normandos da Inglaterra.

## Inglaterra
Os normandos, após a conquista da Inglaterra, usaram um conselho chamado curia regis para administrar muitos dos negócios de estado na Inglaterra. Era semelhante, mas não igual, ao Witenagemot (ou Witan), que aconselhou os reis anglo-saxões da Inglaterra, e à Cúria Ducis, que servia aos duques da Normandia.
Este conselho existia em duas formas, uma grande e outra menor. O conselho em sua forma menor, que estava em sessão contínua, era composto pelos oficiais de estado do rei e pelos magnatas que estavam na corte. Este pequeno conselho era conhecido como "menor curia regis". A menor curia regis era, em essência, a corte real do rei e, como tal, uma corte itinerante que seguia o rei em todas as suas viagens. O rei, quando viajava por seu reino e como parte integrante da corte, freqüentemente ouvia os pretendentes pessoalmente.
Em ocasiões especiais, o rei convocava outros para o conselho, incluindo inquilinos-chefes, os grandes oficiais da corte do rei e aqueles eclesiásticos que possuíam terras pertencentes ao rei. Os eclesiásticos incluíam arcebispos, bispos e alguns abades. Essa assembleia maior era conhecida como "grande curia regis ", Magnum Concilium, ou simplesmente Grande Conselho.
A curia regis, na forma grande ou pequena, cuidava do estado, fosse legislativa, judicial ou diplomática. Essas funções foram executadas perfeitamente, sem consideração às funções especializadas. Nem a curia regis maior ou menor era subserviente à outra, pois era considerada a mesma entidade. Sob os reis normandos, os negócios do governo eram tratados da mesma forma, independentemente de qual cúria estivesse se reunindo na época.
Em questões judiciais, a base da lei continuava sendo as leis anglo-saxãs de Eduardo, o Confessor, que Guilherme, o Conquistador, e Henrique I prometeram defender. Os poderes dos xerifes foram mantidos, bem como os dos tribunais comunais (cem tribunais e tribunais do condado).  A curia regis tentou manter a continuidade com seu predecessor, pois os reis normandos queriam ser vistos como os legítimos sucessores de Eduardo, o Confessor.

### Evolução para instituições especializadas
Gradualmente, a curia regis começou a se ramificar em entidades que se formaram em outras instituições, incluindo o Gabinete, a Câmara Estelar, a Chancelaria e outras. Um dos primeiros foi o erário público, especializado em questões financeiras de governo.
Durante o século XIII, as duas formas de cúria começaram a se separar. A grande curia regis após assumir elementos representativos formados no Parlamento. A primeira menção de um tribunal da bancada do rei ( curia regis ) sendo denominado "Parlamento" foi em 1236 durante o mandato de Michaelmas (da grande curia regis). A pequena curia regis tornou-se o Conselho Privado.
Mesmo depois de uma divisão entre as duas partes, ambas continuaram a se envolver em todas as três funções da cúria original e só lentamente começaram a se especializar em uma função em detrimento das outras. Algumas funções judiciais da Câmara dos Lordes persistiram até 2009.
| Precedido por: {{{antes}}} | Curia Regis Cerca de 1066 – 1215 | Sucedido por: Parlamento da Inglaterra |

## França
Na França, a Corte do Rei, chamada Curia Regis em latim, funcionava como um órgão consultivo sob os primeiros reis capetianos. Era composto por vários conselheiros de confiança do rei, mas apenas alguns viajavam com o rei a qualquer momento.  No final do século XII, havia se tornado um órgão judicial, com alguns se ramificando para permanecer como conselho do rei.

No século XIV, o termo curia regis não era mais usado. No entanto, foi um antecessor de assembleias soberanas posteriores: o Parlamento, que era um órgão judiciário, a Câmara de Contas, que era um órgão financeiro, e o Conselho do Rei.